# 阿维拉主教座堂

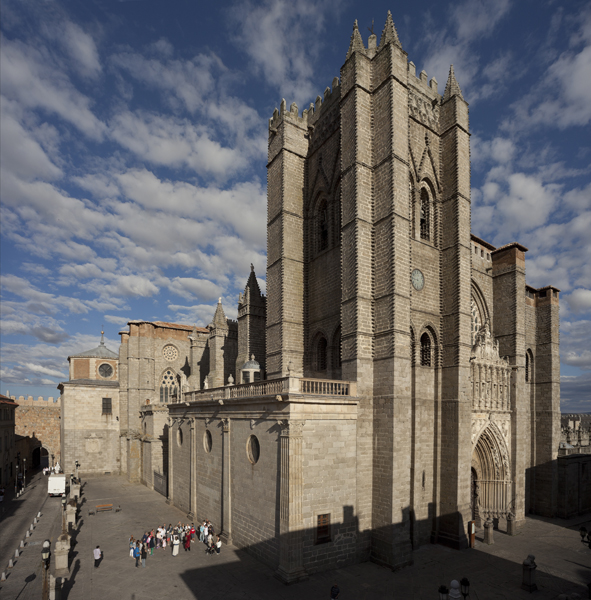
阿维拉主教座堂

阿维拉主教座堂（西班牙語：Catedral del Salvador de Ávila）是一座哥特式主教座堂，位于西班牙卡斯蒂利亚-莱昂自治区的城市阿维拉。阿维拉主教座堂被认为是西班牙第一座哥特式主教座堂。它表明了法国的影响，与第一座哥特式教堂圣但尼修道院教堂有某些相似之处。
这座教堂同时也是一座堡垒，其后殿为城墙的塔楼之一。它的四周被房屋或宫殿环绕，

## 历史
阿维拉主教座堂开始建造的确切时间不得而知。对此有两种观点。阿尔瓦加西亚认为是在1091年，开始在被穆斯林的攻击毁坏的救主堂的废墟内建造，卡斯蒂利亚的阿方索六世出资建造。其他历史学家认为，主教座堂是12世纪大师Fruchel的作品。
13世纪完成了钟楼的第一阶段和通廊，14世纪完成钟楼的第二阶段、回廊，拱顶和飞扶壁。15世纪主教座堂完工，在1475年胡安Guas造了机械钟。
- 阿维拉大教堂 （页面存档备份，存于）